# Moon Bloodgood
Korinna Moon Bloodgood (20 de setembro de 1975) é uma atriz e modelo americana. Ela foi a "Ten. Blair Williams" no filme Terminator Salvation ao lado de Christian Bale e Sam Worthington. Ela já havia estrelado anteriormente os filmes Resgate Abaixo de Zero e Desbravadores: A Lenda do Guerreiro Fantasma.

## Biografia
Bloodgood nasceu em Anaheim. Seu pai, Shell Bloodgood é um americano descendente de holandeses e irlandeses e sua mãe, Sang Cha, é sul-coreana. Seu pai estava em serviço na Coreia quando conheceu sua mãe.

### Carreira
Aos 17 anos, Bloodgood se tornou uma das Laker Girls.
Em 2005, ela foi classificada como a 99ª na lista Hot 100 da revista Maxim. Posteriormente, classificou-se no 53º em 2006, no 40 em 2007 e no 20 em 2009.
Em Day Break (2006–2007), ela interpretou Rita Shelten, a namorada de um detetive que é acusado de assassinato e preso no decorrer de um dia, mas continua se revivendo no mesmo dia. Em 2007, Bloodgood estrelou como Livia Beale na série de televisão americana de ficção científica Journeyman na NBC.
Ela teve um papel no filme Street Fighter: A Lenda de Chun-Li, que estreou em fevereiro de 2009. Ela estrelou como Blair Williams em Terminator Salvation, o quarto filme da série Terminator e reprisou seu papel no videogame e na animação. série da web prequel, Terminator Salvation: The Machinima Series.
No início de 2009, ela ingressou na terceira temporada do programa Burn Notice em um papel recorrente como a detetive Michelle Paxson.
De 2011 a 2015, ela interpretou a Dra. Anne Glass na série de ficção científica Falling Skies da TNT, produzida por Steven Spielberg. No Sundance Film Festival, em 2012, Bloodgood ganhou o "Prêmio Especial do Júri" por drama dramático atuando em The Sessions, juntamente com John Hawkes, Helen Hunt e William H. Macy.
Ela também interpreta o papel de Uriel, o Arcanjo, no videogame Darksiders.
Em 2017, ela foi adicionada como uma série regular à terceira temporada do drama médico Code Black.

### Vida pessoal
Em 2011, Moon se casou com o ex-jogador de beisebol do ex-Chicago White Sox Gardner "Grady" Hall. Em 15 de dezembro de 2012, Bloodgood deu à luz sua primeira filha, Pepper. Seu segundo filho, Archie, nasceu em 19 de dezembro de 2015.

## Filmografia
| Ano          | Filme                                      | Personagem               | Notas e Awards                                      |
| ------------ | ------------------------------------------ | ------------------------ | --------------------------------------------------- |
| 2004         | Win a Date with Tad Hamilton!              | Gorgeous Woman           |                                                     |
| 2005         | A Lot Like Love                            | Bridget                  |                                                     |
| 2006         | Moonlight Serenade                         | Marie Devrenier          |                                                     |
| 2006         | Eight Below                                | Katie                    |                                                     |
| 2007         | Pathfinder                                 | Starfire                 |                                                     |
| 2008         | What Just Happened                         | Laura                    |                                                     |
| 2009         | Street Fighter: The Legend of Chun-Li      | Detective Maya Sunee     |                                                     |
| 2009         | Terminator Salvation                       | Lt. Blair Williams       |                                                     |
| 2010         | Faster                                     | Marina Humphries         |                                                     |
| 2010         | Bedrooms                                   | Beth                     |                                                     |
| 2011         | Beautiful Boy                              | Trish                    |                                                     |
| 2011         | Conception                                 | Nikki                    |                                                     |
| 2012         | The Sessions                               | Vera                     |                                                     |
| 2012         | The Power of Few                           | Mala                     |                                                     |
| Televisão    |                                            |                          |                                                     |
| Ano          | Titulo                                     | Personagem               | Notas                                               |
| 2002         | Just Shoot Me!                             | Penny                    | Episódio: "Halloween? Halloween!"                   |
| 2003         | Fastlane                                   | Maid                     | Episódio: "Iced"                                    |
| 2003         | '                                          | Dancer                   | Episódio: "Assume Nothing"                          |
| 2005         | North Shore                                | Maid                     | Episódio: "Vice"                                    |
| 2005         | Monk                                       | Haley                    | Episódio: "Mr. Monk Gets Cabin Fever"               |
| 2006-2008    | Day Break                                  | Rita Shelten             | Elenco principal: 13 episódios (primeira temporada) |
| 2007         | Journeyman                                 | Livia Beale              | Elenco principal: 13 episódios (primeira temporada) |
| 2009         | Burn Notice                                | Detetive Michelle Paxson | 3 episódios                                         |
| 2009         | Terminator Salvation: The Machinima Series | Blair Williams (voice)   | 6 episódios                                         |
| 2010         | Human Target                               | Doutora Jessica Shaw     | Episódio: "Tanarak"                                 |
| 2011         | NTSF:SD:SUV::                              | Vivica                   | Episódio: "Full Hauser"                             |
| 2011-2015    | Falling Skies                              | Anne Glass               | Elenco principal, 52 episódios (Temporadas 1-5)     |
| 2018         | Code Black                                 | Rox Valenzuela           | Elenco principal, 13 episódios (terceira temporada) |
| 2019–2020    | NCIS: Los Angeles                          | Katherine Casillas       | Temporada 11                                        |
| Voice Acting |                                            |                          |                                                     |
| Ano          | Titulo                                     | Personagem               | Notas                                               |
| 1997         | Nuclear Strike                             | Naja Hana                |                                                     |
| 2009         | Terminator Salvation                       | Blair Williams           |                                                     |
| 2010         | Darksiders (PS3/Xbox360)                   | Uriel, o Arcanjo         |                                                     |